# Hymenocallis phalangidis
Hymenocallis phalangidis är en amaryllisväxtart som beskrevs av Bauml. Hymenocallis phalangidis ingår i släktet Hymenocallis och familjen amaryllisväxter. Inga underarter finns listade i Catalogue of Life.